# دهستان رازآور
دهستان رازآور نام دهستانی در بخش مرکزی شهرستان کرمانشاه، استان کرمانشاه در ایران است. براساس سرشماری مرکز آمار ایران در سال ۱۳۸۵، جمعیت آن ۸۲۴۸ نفر (۱۸۷۱ خانوار) بوده‌است.